# 钱螽属
钱螽属（学名：Chandozhinskia）为螽斯科的一个属。

## 下属物种
本属包括以下物种：
- 双纹钱螽 Chandozhinskia bivittata (Bey-Bienko, 1957)
- 戟尾钱螽 Chandozhinskia hastaticercus (Tinkham, 1936)